# Valdice
Valdice (do roku 1950 pod názvem Kartouzy-Valdice,, německy Karthaus-Walditz) jsou obec v okrese Jičín v Královéhradeckém kraji. Leží přibližně dva kilometry od okresního města Jičína (ve směru na Lomnici nad Popelkou). Žije zde přibližně 1 300 obyvatel.
Nachází se zde kartuziánský klášter, který od poloviny 19. století slouží jako známá věznice Valdice. Před areálem věznice stojí památník politických vězňů.

## Název
Jméno získala obec od blízko ležící obory podle německého „Wald“.[zdroj⁠?!]

## Historie
O obci Valdice pochází první písemná zmínka z roku 1627, kdy Albrecht z Valdštejna založil Kartuziánský klášter, kolem kterého vznikla vesnice. 
Po Valdštejnově úmrtí v roce 1635 připadlo vše Ferdinandu II., který majetek daroval valdickému klášteru. Ostatky Albrechta z Valdštejna byly v kostele umístěny mezi roky 1636 a 1783. Po přesunu ostatků do Mnichova Hradiště zde byla vytvořena trestnice s kapacitou 600 osob.

## Obyvatelstvo
| Rok            | 1869  | 1880  | 1890  | 1900 | 1910  | 1921  | 1930  | 1950 | 1961 | 1970 | 1980  | 1991  | 2001  | 2011  | 2021  |
| -------------- | ----- | ----- | ----- | ---- | ----- | ----- | ----- | ---- | ---- | ---- | ----- | ----- | ----- | ----- | ----- |
| Počet obyvatel | 1 142 | 1 339 | 1 348 | 981  | 1 077 | 1 244 | 1 018 | 554  | 689  | 780  | 1 346 | 1 582 | 1 522 | 2 412 | 2 373 |
| Počet domů     | 30    | 38    | 39    | 42   | 56    | 59    | 68    | 84   | 89   | 95   | 132   | 161   | 165   | 181   | 196   |

## Obecní správa a politika
V letech 1850–1880 Valdice byly jako osada obce k Soběrazi v okrese Jičín. Od roku 1880 je obcí.

### Zastupitelstvo a starostka
Ve Valdicích je starostkou obce od roku 2018 Věra Skrbková. Obec má 11 zastupitelů, přičemž 7 mandátů v posledních volbách na podzim 2018 získala strana Valdice I. a zbývající 4 mandáty zůstaly na stranu Hasiči a občané Valdic.
V roce 2014 se voleb zúčastnilo 52,68 % voličů a roce 2018 byla účast 49,95 %. Předchozím starostou byl Zdeněk Žurek.

### Obecní symboly
Znak a vlajka byly obci uděleny rozhodnutím předsedy Poslanecké sněmovny Parlamentu České republiky dne 19. února 1998. Ve znaku je v zlato-modře čtvrceném štítě lev opačných barev s červenou zbrojí, hledící vpravo. Ve vlajce je žlutomodře čtvrcený list, uprostřed lev opačných barev s červenými drápy, jazykem a bílými zuby. Poměr šířky k délce listu je 2:3.

## Doprava
Obcí prochází jako ulice Jičínská silnice bývalá stopa silnice druhé třídy číslo 286. Podle Celostátního sčítání dopravy provedeného v roce 2016 jezdilo po této silnici průměrně 3 786 vozidel denně (ve složení 3 219 osobních vozidel, 525 těžkých vozidel a 42 jednostopých vozidel.  
V květnu roku 2021 byl otevřen severozápadní obchvat obce, který se zastavěnému území zcela vyhýbá. Trasa obchvatu, který slouží jako přeložka silnice II/286, vede kolem místní věznice, na konci se na stávající komunikaci připojuje novým kruhovým objezdem. 
Obcí prochází také jednokolejná neelektrifikovaná železniční trať Hradec Králové – Turnov. Nejbližší stanice (Jičín zastávka, v minulosti s názvem Valdice) je umístěna hned za hranicí obce, v jičínské čtvrti Sedličky.
Ve Valdicích se nachází jedna autobusová zastávka, přičemž dopravní obslužnost zajišťují linky dopravce BusLine. Z obce je možné přímo dojet do Jičína, nebo na opačný směr do Lomnice nad Popelkou a do Semil. Valdice jsou zařazeny do systému Integrované regionální dopravy.
Naproti základní škole se nachází turistický rozcestník, kde začíná modrá trasa. Odsud je možné se dostat po modré turistické trase kolem vrchu Zebín, vrchu Čeřovka na Valdštejnovo náměstí v Jičíně.

## Společnost
Ve Valdicích se nachází pošta a knihovna, mateřská školka a základní škola.
Mateřská školka ve Valdicích má kapacitu 100 dětí. Součástí areálu je také školní jídelna.
Místní základní škola poskytuje vzdělání žákům prvního stupně, tj. od prvního do pátého ročníku. Žáci školy mohou navštěvovat zájmové kluby a družinu, která má dvě oddělení. Roku 2017 byla k budově školy přistavěna tělocvična. Před postavením tělocvičny byla školou využívána tělocvična nacházející se v místní věznici, což podle tehdejšího starosty nebylo ideální z organizačního hlediska.
Také zde stojí kulturní dům, který patří státu a spravuje ho Vězeňská služba České republiky. Dnes slouží především pro účely plesů, diskoték a tanečních. Za těmito zábavami dojíždí velké množství obyvatel Jičína i jeho okolí. V budově se nachází i hospoda, která má vstup ze strany od věznice. V kulturním domě je též umístěn, dnes již nevyužívaný, kinosál z 80. let dvacátého století, který byl naposledy využíván po dobu rekonstrukce jičínského biografu.
Od roku 1895 v obci působí Sbor dobrovolných hasičů SDH Valdice. O jeho založení se zasloužil tehdejší starosta a obchodník František Holec.

### Sport
Ve Valdicích sídlí fotbalový klub TJ SKP Valdice,  hasičský tým a TJ Sokol.

## Pamětihodnosti
- Pomník Tomáše G. Masaryka[30][31]
- Památník obětem 1. a 2. světové války
- Památník politických vězňů[32][33]
- Kartuziánský klášter (nyní věznice Valdice)
- Socha sv. Jana Nepomuckého
- Kostel Nanebevzetí Panny Marie (v areálu věznice)[34]

## Odraz v kultuře
Povídka Valdice z díla Rekviem spisovatele Jaroslava Durycha pojednává o vyloupení hrobky Albrechta z Valdštejna umístěné v místním klášteře.
Karel Hynek Mácha zmínil ve své stejnojmenné povídce také místní kartuziánský klášter.